# 鶉火
鶉火是周代木星的十二分野之一，相當於黃道十二宮的獅子宮。
木星古稱歲星，古代認為歲星是十二年為一周天，因而把天分為「十二次」，用以表示歲星每年所在的位置；唐代之前是沿著赤道把周天分為十二等分。名稱分別為星紀、玄枵、娵訾、降婁、大梁、實沈、鶉首、鶉火、鶉尾、壽星、大火、析木，這些名稱都和星象有關。鶉火是周朝的十二分野之一，相當於黃道十二宮的獅子宮。《國語》記載周景王的樂官伶州鳩所言：“昔武王伐殷，歲在鶉火”。《晉書·卷十一·天文志上》：「自柳九度至張十六度為鶉火，於辰在午，周之分野，屬三河。」《爾雅·釋天》：「咮謂之柳；柳，鶉火也。」